# Real Anzoátegui Sport Club
El Real Anzoategui SC fue un club de fútbol profesional venezolano, ubicado en Puerto La Cruz, Estado Estado Anzoátegui que fue fundado en 2010 y que participó en la Segunda División de Venezuela. Antes era conocido como Unión Atlético Anzoátegui, pero se vio obligado a cambiar de nombre por razones legales

## Historia
En su temporada debut 2010/11, el Unión Atlético Anzoátegui consigue una excelente campaña. Termina empatado con 21 puntos con el club Sueño de Pibe FC, pero por diferencia de goles logra ganar el Grupo Oriental, y gana el derecho de jugar en la Segunda División B.
Comenzó su participación con el nombre actual en la Segunda División B de Venezuela en la temporada 2011-2012, la que sería la última temporada de esta categoría. En el Torneo Apertura 2011, culminó en el segundo lugar del Grupo Centro-Oriental con un total de 25 unidades, producto de 7 victorias, 4 empates y 3 derrotas, logrando así la clasificación al Torneo de Permanencia, donde tendrían la oportunidad de competir directamente con equipos de la Segunda División de Venezuela. En dicho torneo, sale campeón del grupo Centro-Oriental con un total 32 puntos, apenas con 2 derrotas a lo largo del semestre, una temporada de debut donde se titulan campeones de la Segunda División B de Venezuela y logran el ascenso a la Segunda División de Venezuela para la temporada 2012-13.
Realizan un excelente Torneo Apertura 2012, quedando campeón del Grupo Centro-Oriental, logrando 36 puntos, fruto de 11 victorias, 3 empates y 4 derrotas, clasificándose así al Torneo por el Ascenso a la Primera División de Venezuela, todo esto en apenas, su temporada debut en la categoría de plata del balompié profesional de Venezuela. En el Torneo de Ascenso 2013 sólo consigue un triunfo, seis empates y 11 derrotas, para terminar últimos, con apenas 9 puntos y un diferencial de goles de -23, pero con la permanencia asegurada para la temporada 2013-2014.
Tras haber disputado el Torneo de Ascenso de su historia, toma parte en la Segunda División Venezolana 2013/14, finalizando, en primera instancia, en la novena posición del Grupo Centro-Oriental, tras sumar solamente 19 unidades en todo el semestre, y sumar apenas 5 victorias en todo el torneo, pasando así a jugarse su permanencia en la categoría en la siguiente parte de la temporada. Para el Torneo de Permanencia 2014 es ubicado en el reñido Grupo Central, con rivales como el Unión Lara SC, Potros de Barinas Fútbol Club y Policía de Lara FC; tras un semestre complicado y el gran nivel del Grupo Central, no logra concretar su permanencia en la Segunda División, culminando en la quinta posición de grupo, con 22 puntos, descendiendo así a la Tercera División de Venezuela para la siguiente temporada.
Tras haber descendido, no volvió a competir en la escala profesional del balompié venezolano.

## Datos del club
- Temporadas en 1.ª División: Ninguna
- Temporadas en 2.ª División: 1
- Temporadas en 2.ª División B: 1
- Temporadas en 3.ª División: 1
- Mejor puesto en liga: 10/10 (Ascenso 2013)